# Дзержонжно (Картузький повіт)
Дзержонжно (пол. Dzierżążno, нім. Seeresen) — село в Польщі, у гміні Картузи Картузького повіту Поморського воєводства.
Населення — 1568 осіб (2011).
У 1975-1998 роках село належало до Гданського воєводства.

## Демографія
Демографічна структура станом на 31 березня 2011 року:
|          | Загалом | Допрацездатний вік | Працездатний вік | Постпрацездатний вік |
| -------- | ------- | ------------------ | ---------------- | -------------------- |
| Чоловіки | 794     | 188                | 540              | 66                   |
| Жінки    | 774     | 151                | 492              | 131                  |
| Разом    | 1568    | 339                | 1032             | 197                  |